# Latasha Byears
Latasha Nashay Byears (ur. 12 sierpnia 1973 w Memphis) – amerykańska koszykarka występująca na pozycjach silnej skrzydłowej lub środkowej.

## Osiągnięcia
Na podstawie, o ile nie zaznaczono inaczej.

### NCAA
- Uczestniczka rozgrywek:
  - II rundy turnieju NCAA (1996)
  - turnieju NCAA (1995, 1996)
- Mistrzyni sezonu regularnego konferencji USA (1996)
- Wybrana do:
  - I składu All-American (1996)
  - II składu All-American (1995)

### WNBA
- Mistrzyni WNBA (2001, 2002)
- Wicemistrzyni WNBA (2003)
- Laureatka WNBA Peak Performers (2001)
- Liderka WNBA w skuteczności rzutów z gry (2001)

### Inne
Drużynowe
- Mistrzyni:
  - Ligi Adriatyckiej (WABA – 2007)[3]
  - Bułgarii (2007)
- Zdobywczyni Pucharu Bułgarii (2007)[4]

Indywidualne
(* – nagrody przyznane przez portal eurobasket.com)
- MVP:
  - sezonu regularnego WABA (2007)
  - Final Four Ligi Adriatyckiej (2007)[3]
- Zaliczona do I składu defensywnego ligi tureckiej (2006)*[5]
- Uczestniczka meczu gwiazd ligi tureckiej (2006)[5]
- Liderka strzelczyń ligi tureckiej (2006)[5]